# Nicolas Anelka
Nicolas Sébastien Anelka (Le Chesnay, 14 marzo 1979) è un dirigente sportivo, allenatore di calcio ed ex calciatore francese, di ruolo attaccante.
Con la nazionale francese ha vinto il Campionato europeo nel 2000 e la Confederations Cup nel 2001.

## Biografia
È di origine martinicana.
Nel 2013 ha assunto il nome arabo di Abdul-Salam Bilal dopo essersi convertito all'Islam.
La piattaforma Netflix gli dedica un documentario sulla sua vita calcistica. Viene pubblicato il 5 agosto 2020.

## Caratteristiche tecniche
Attaccante dotato di grande ritmo e capacità realizzative, giocava prevalentemente da seconda punta di movimento a supporto di un centravanti ma poteva essere impiegato in tutti i ruoli dell'attacco; non era raro vederlo partire da lontano agendo sulla linea dei centrocampisti e sacrificandosi nel lavoro di copertura. L'allenatore Carlo Ancelotti ai tempi del Chelsea lo ha definito una seconda punta rapida capace di integrarsi alla perfezione con il più possente Didier Drogba. Sempre Ancelotti lo ha descritto inoltre come un attaccante completo, un eccellente finalizzatore che si muove molto bene sul campo, dotato di buona elevazione e con grandi qualità tecniche. Lo stesso Anelka, in un'intervista al sito ufficiale del Chelsea il 19 agosto 2010, ha spiegato come con i Blues sia maturato come giocatore, abbandonando il ruolo di attaccante puro per diventare un attaccante di supporto e giocare in libertà svariando a sinistra, a destra o dietro al centravanti principale.

## Carriera

### Club

#### Paris Saint-Germain e Arsenal
A 16 anni inizia la sua carriera a Parigi con il Paris Saint-Germain, con cui disputa due stagioni nella Ligue 1.
Nel febbraio del 1997, a 18 anni, viene acquistato dal club londinese dell'Arsenal per una somma pari a circa 500.000 sterline. Sotto la nuova direzione tecnica di Arsène Wenger segna il suo primo gol per l'Arsenal contro il Manchester United nella vittoria casalinga per 3-2. Durante la stagione 1996-1997 non gioca con continuità in prima squadra, mentre in quella successiva disputa molte più partite, anche a causa di una lunga serie di infortuni sofferti dall'attaccante Ian Wright. Con l'Arsenal ottiene il double vincendo sia la Premier League sia la FA Cup. Nella stagione 1998-1999 vince il PFA Young Player of the Year Award; la sua squadra non riesce a ripetersi in Premier League. Durante la sua esperienza con l'Arsenal, Anelka colleziona 72 presenze in prima squadra e 17 presenze con la squadra delle riserve, segnando 27 gol.

#### Real Madrid e il ritorno al Paris-Saint Germain
Anelka si trasferisce al Real Madrid il 2 agosto 1999 per 22,3 milioni di sterline. Guidato da Vicente del Bosque, arriva a ricevere una squalifica di quarantacinque giorni per essersi rifiutato di allenarsi con la squadra per tre giorni.
Il 5 gennaio 2000 realizza la prima rete della storia della Coppa del mondo per club FIFA, segnando il gol di apertura nel successo per 3 a 1 contro i sauditi dell'Al-Nassr. A fine torneo, chiuso dalle merengues al secondo posto, risulta con 3 reti il capocannoniere insieme a Romário.
Nel finale di stagione realizza gol decisivi per la vittoria della Champions League conquistata in finale ai danni del Valencia.
Nel 2000 firma un nuovo contratto col Paris Saint-Germain, il club che lo aveva lanciato nel calcio professionistico, dopo una transazione pari a 20 milioni di euro. L'allenatore Luis Miguel Fernández lo esclude spesso dalla rosa dei titolari.

#### Prestito a Liverpool e Manchester City
Dopo due anni e mezzo, Anelka torna in Premier League: nel dicembre del 2001 passa in prestito al Liverpool fino alla fine della stagione. Aiuta la sua squadra a raggiungere il secondo posto in Premier League segnando gol decisivi; al termine la società guidata dall'allenatore Gérard Houllier decide di non riscattarlo acquistando al suo posto un suo futuro compagno di squadra nel Bolton, El Hadji Diouf.
Il 24 maggio 2002 passa al Manchester City per 13 milioni di sterline pagati dal manager Kevin Keegan, al tempo record per il club biancoblu. Nella sua prima stagione al Manchester City è il capocannoniere della squadra con 14 gol, tra cui uno negli ultimi minuti nel derby di Manchester, e uno contro l'Arsenal, sua ex squadra, segnando il gol vittoria dopo aver battuto un calcio di rigore. Nella sua seconda stagione al Manchester City è ancora capocannoniere con 25 gol. Inizia la stagione 2004-2005 segnando un gol contro il Chelsea.

#### Fenerbahçe
Nel gennaio del 2005 passa per 7 milioni di sterline alla compagine turca del Fenerbahçe. Anelka aiuta la sua squadra a vincere la Süper Lig, giocando anche in Champions League. Anelka disputa con il Fenerbahçe due stagioni, totalizzando 57 presenze e 16 gol.

#### Bolton Wanderers
Il 25 agosto 2006 il Bolton acquista il giocatore con un contratto quadriennale, per la somma record per il club di 8 milioni di sterline. Anelka fa il suo debutto con il Bolton contro il Watford il 9 settembre 2006. Termina la stagione 2006-2007 da capocannoniere della squadra con 11 gol.
Nel mese di gennaio 2007 dichiara di essere disposto a lasciare il Bolton per un ritorno all'Arsenal, sua ex squadra, promettendo in un secondo momento di rimanere al Bolton nel luglio 2007, dopo aver parlato col manager Sammy Lee. Pur disputando una negativa prima parte di stagione nel 2007-2008, il 30 agosto firma un rinnovo quadriennale fino al 2011.

#### Chelsea

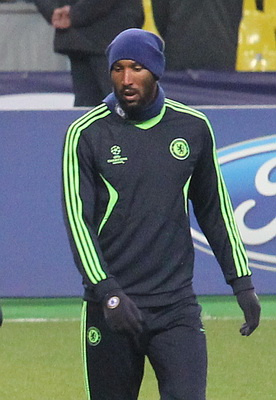
Anelka in riscaldamento al Chelsea

L'11 gennaio del 2008 il Chelsea acquista il cartellino del giocatore per una somma vicina ai 15 milioni di sterline con quattro anni di contratto. Anelka debutta il giorno successivo contro il Tottenham Hotspur e segna i primi gol con la nuova maglia in FA Cup contro il Wigan Athletic due settimane più tardi (1-2 per i Blues il finale).
A Mosca, nella notte tra il 21 e il 22 maggio 2008, Anelka è insieme al compagno John Terry uno dei due giocatori a sbagliare il proprio calcio di rigore nella finale di Champions League, trofeo che viene assegnato al Manchester United.
Nella stagione 2008-2009, anche a causa dell'infortunio di Didier Drogba, Anelka viene utilizzato con maggiore continuità, riuscendo a conseguire il titolo di capocannoniere della Premier League con 19 reti.
Nella stagione 2009-2010, con l'arrivo di Carlo Ancelotti sulla panchina londinese, contribuisce alla vittoria della Premier League e della FA Cup con 17 gol complessivi nelle due manifestazioni. Il 24 giugno del 2010 rinnova il contratto con il Chelsea fino al 2012.

#### Shanghai Shenhua

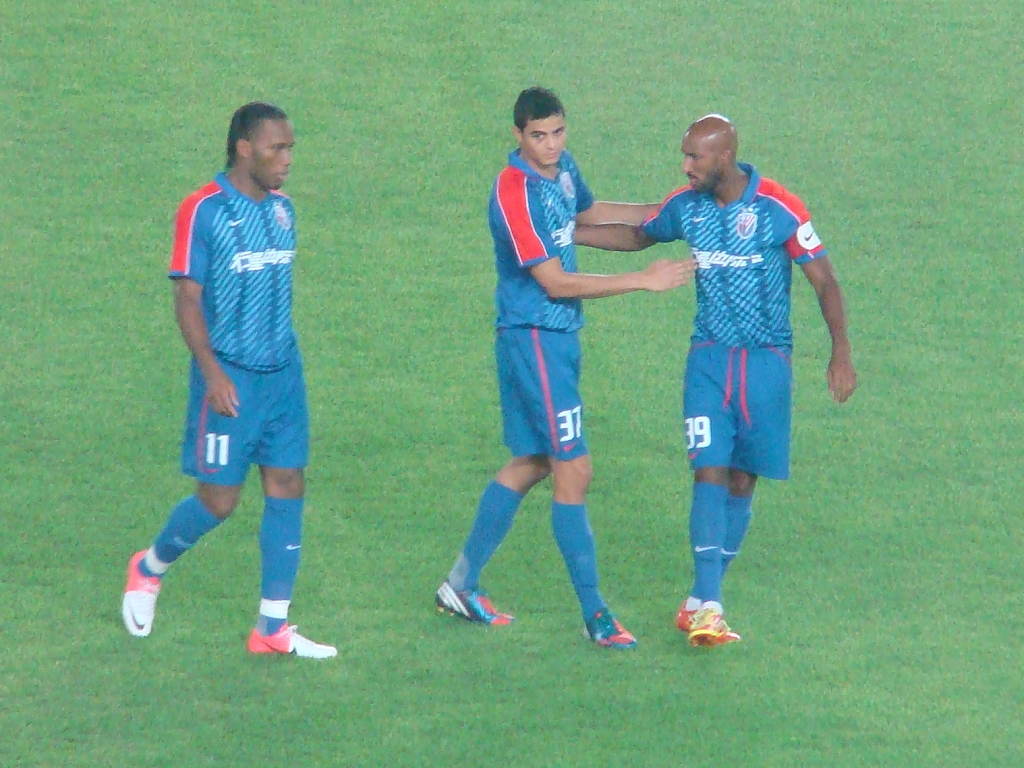
Anelka a Shanghai

Il 12 dicembre 2011, lo Shanghai Shenhua, squadra militante nella Chinese Super League, annuncia l'ingaggio del giocatore francese a partire dal gennaio 2012. Il giocatore firma un contratto di 10,6 milioni di euro l'anno per due stagioni.
L'11 aprile 2012 diventa giocatore-allenatore della squadra firmando un contratto biennale da 10 milioni di euro a stagione. Viene sostituito come allenatore il 30 maggio seguente da Sergio Batista. In totale con la squadra cinese gioca 27 partite e segna 4 gol.

#### Juventus
Il 30 gennaio 2013 viene acquistato dalla società italiana della Juventus (che lo corteggiava fin dai tempi dell'Arsenal) a parametro zero. Sceglie la maglia nº 18 e viene inserito nella lista per la fase finale di Champions League. Il 12 febbraio fa il suo esordio con la maglia bianconera nella gara di andata degli ottavi di finale di UEFA Champions League giocata a Glasgow contro il Celtic, subentrando all'86' minuto a Mirko Vučinić e diventando il calciatore ad aver giocato con più maglie diverse nella massima competizione europea (sei squadre diverse) insieme a Zlatan Ibrahimović. Il 16 febbraio successivo, nella partita persa 1-0 all'Olimpico contro la Roma, debutta nel campionato italiano, subentrando ad Arturo Vidal al 71'. Il 5 maggio, grazie alla vittoria interna della Juventus sul Palermo per 1-0, vince – con tre giornate d'anticipo – il campionato italiano. Complessivamente con la maglia della Juventus gioca solamente 3 partite.

#### West Bromwich Albion
Il 4 luglio 2013 viene acquistato a parametro zero dagli inglesi del West Bromwich Albion firmando un contratto annuale da 5 milioni di sterline.
Il 22 agosto lascia l'allenamento dei Baggies e annuncia la volontà di ritirarsi dal calcio giocato. Alla base della clamorosa decisione ci sarebbe la recente scomparsa del suo procuratore Eric Manasse. Il 28 agosto rettifica la sua decisione e presta disponibilità anche per la partita della domenica successiva contro lo Swansea.
Il 28 dicembre va a segno per la prima volta con la maglia del West Browmich Albion, con una doppietta nel 3-3 esterno contro il West Ham, diventando così il nono giocatore ad andare a segno con sei maglie diverse in Premier League. Dopo la realizzazione della seconda rete festeggiò eseguendo il gesto della quenelle, evocativo di antisemitismo e razzismo. Per tale ragione è stato squalificato per cinque giornate dalla Football Association, che lo ha anche condannato a pagare una sanzione pecuniaria di 80.000 sterline ed a frequentare un corso obbligatorio di educazione. L'esecuzione del gesto ha avuto come conseguenza per il West Bromwich la perdita dello sponsor da parte di Zoopla, società del settore immobiliare specializzata nell'intermediazione, fondata da Alex Chesterman, di religione ebraica, che ha annunciato la rottura del rapporto con il club alla fine della stagione.
Il 14 marzo 2014 annuncia tramite il suo account di Twitter la rescissione del suo contratto con il West Bromwich a causa di alcuni dissidi causati dalla squalifica. Il club ha però annunciato di non aver ricevuto comunicazioni formali circa la rescissione del contratto di Anelka, ritenendo poco professionale il comportamento del giocatore. Il giorno seguente, tuttavia, anche la squadra inglese ha annunciato la rescissione del suo contratto.

#### Atlético Mineiro e Mumbai City
Il 6 aprile seguente viene annunciato il suo ingaggio da parte dell'Atlético Mineiro. Dopo una settimana dall'annuncio il giocatore non si è presentato in ritiro e così il 16 aprile il suo contratto è stato rescisso, rimanendo nuovamente svincolato.
Il 15 settembre dello stesso anno il giocatore firma con il Mumbai City, club del neonato campionato indiano. Al termine del campionato totalizza un bottino di 2 gol in 7 presenze rimanendo svincolato.
Dopo alcuni mesi passati senza nessuna chiamata da alcuna squadra annuncia il suo ritiro dal calcio giocato all'età di 35 anni.

### Nazionale
Gioca con la nazionale giovanile francese ai Mondiali di calcio nel 1997, poi, nel 1998, debutta nella nazionale maggiore il 21 aprile contro la Svezia.
Non partecipa a Francia '98 ma entra a far parte della rosa per Euro 2000 e per la Confederations Cup 2001.
Dal 2002 al 2005 Anelka non viene mai schierato in nazionale a causa di dissapori con Roger Lemerre e Jacques Santini; con l'avvento sulla panchina francese di Raymond Domenech ritorna a vestire la maglia dei bleus, per una serie di amichevoli.
Nel 2006 non viene inserito nella lista dei 23 convocati da Domenech per i Mondiali di Germania; quando Djibril Cissé è costretto a dare forfait a causa di un infortunio grave a tibia e perone, l'allenatore francese preferisce convocare il giocatore del Lione Sidney Govou.
Nelle partite di qualificazione ad Euro 2008 viene inserito nuovamente nel giro della nazionale, partendo spesso come titolare. Viene anche inserito nella lista dei convocati della Francia per Euro 2008.
È presente nella lista dei 23 convocati di Domenech per il Mondiale 2010 in Sudafrica, lista dalla quale sarà epurato all'indomani della sfida contro il Messico (persa con il risultato di 0-2), ufficialmente per delle offese al CT. Dopo i Mondiali la commissione disciplinare della FFF ha squalificato il giocatore per diciotto partite della nazionale, in seguito al suo comportamento in occasione degli stessi.

### Dopo il ritiro

#### Direttore sportivo dell'Hussein Dey e ritorno al Mumbai City
A marzo 2015 trova un accordo come d.s. e uomo immagine dell'Hussein Dey, club della massima serie algerina. Il 26 aprile si è reso protagonista dell'ennesima follia facendo a pugni al termine dell'allenamento con l'allenatore del club Meziane Ighil cavandosela solo con una multa da parte della società.
Il 3 luglio seguente viene reso ufficiale il suo ritorno al Mumbai City per la seconda edizione della Indian Super League, questa volta anche in veste di allenatore, tornando ad allenare dopo l'esperienza del 2012 allo Shanghai Shenhua.
A febbraio 2021, viene definito l'accordo che lo farà diventare direttore sportivo dell'Hyères Football Club, che al suo arrivo, militava nel National 2 (4ª divisione del campionato francese)
Il 25 gennaio 2024 viene nominato nuovo direttore sportivo dell'Ümraniyespor.

## Statistiche

### Giocatore

#### Presenze e reti nei club
| Stagione                     | Squadra                      | Campionato                   | Campionato | Campionato | Coppa nazionale | Coppa nazionale | Coppa nazionale | Coppe continentali | Coppe continentali | Coppe continentali | Altre coppe | Altre coppe | Altre coppe | Totale | Totale |
| Stagione                     | Squadra                      | Comp                         | Pres       | Reti       | Comp            | Pres            | Reti            | Comp               | Pres               | Reti               | Comp        | Pres        | Reti        | Pres   | Reti   |
| ---------------------------- | ---------------------------- | ---------------------------- | ---------- | ---------- | --------------- | --------------- | --------------- | ------------------ | ------------------ | ------------------ | ----------- | ----------- | ----------- | ------ | ------ |
| 1995-1996                    | Paris Saint-Germain 2        | CN                           | 18         | 10         | -               | -               | -               | -                  | -                  | -                  | -           | -           | -           | 18     | 10     |
| 1996-1997                    | Paris Saint-Germain 2        | CN                           | 7          | 8          | -               | -               | -               | -                  | -                  | -                  | -           | -           | -           | 7      | 8      |
| Totale Paris Saint-Germain 2 | Totale Paris Saint-Germain 2 | Totale Paris Saint-Germain 2 | 25         | 18         |                 | -               | -               |                    | -                  | -                  |             | -           | -           | 25     | 18     |
| gen.-giu. 1996               | Paris Saint-Germain          | D1                           | 2          | 0          | CF+CdL          | 0               | 0               | CdC                | 0                  | 0                  | -           | -           | -           | 2      | 0      |
| 1996-feb. 1997               | Paris Saint-Germain          | D1                           | 8          | 1          | CF+CdL          | 0+1             | 0               | CdC                | 1                  | 0                  | -           | -           | -           | 10     | 1      |
| feb.-giu. 1997               | Arsenal                      | PL                           | 4          | 0          | FACup+CdL       | 0               | 0               | CU                 | 0                  | 0                  | -           | -           | -           | 4      | 0      |
| 1997-1998                    | Arsenal                      | PL                           | 26         | 6          | FACup+CdL       | 9+3             | 3+0             | CU                 | 2                  | 0                  | -           | -           | -           | 40     | 9      |
| 1998-1999                    | Arsenal                      | PL                           | 35         | 17         | FACup+CdL       | 5+0             | 0               | UCL                | 5                  | 1                  | CS          | 1           | 1           | 46     | 19     |
| Totale Arsenal               | Totale Arsenal               | Totale Arsenal               | 65         | 23         |                 | 14+3            | 3+0             |                    | 7                  | 1                  |             | 1           | 1           | 90     | 28     |
| 1999-2000                    | Real Madrid                  | PD                           | 19         | 2          | CR              | 0               | 0               | UCL                | 9                  | 2                  | Cmc         | 3           | 3           | 31     | 7      |
| 2000-2001                    | Paris Saint-Germain          | D1                           | 27         | 8          | CF+CdL          | 0+1             | 0               | UCL                | 9                  | 5                  | -           | -           | -           | 37     | 13     |
| 2001-gen. 2002               | Paris Saint-Germain          | D1                           | 12         | 2          | CF+CdL          | 0               | 0               | Int                | 7                  | 3                  | -           | -           | -           | 19     | 5      |
| Totale Paris Saint-Germain   | Totale Paris Saint-Germain   | Totale Paris Saint-Germain   | 49         | 11         |                 | 0+2             | 0               |                    | 17                 | 8                  |             | -           | -           | 68     | 19     |
| gen.-giu. 2002               | Liverpool                    | PL                           | 20         | 4          | FACup+CdL       | 2+0             | 1+0             | UCL                | 0                  | 0                  | -           | -           | -           | 22     | 5      |
| 2002-2003                    | Manchester City              | PL                           | 38         | 14         | FACup+CdL       | 1+2             | 0               | -                  | -                  | -                  | -           | -           | -           | 41     | 14     |
| 2003-2004                    | Manchester City              | PL                           | 32         | 16         | FACup+CdL       | 4+2             | 4+0             | CU                 | 5                  | 4                  | -           | -           | -           | 43     | 24     |
| 2004-gen. 2005               | Manchester City              | PL                           | 19         | 7          | FACup+CdL       | 0               | 0               | -                  | -                  | -                  | -           | -           | -           | 19     | 7      |
| Totale Manchester City       | Totale Manchester City       | Totale Manchester City       | 89         | 37         |                 | 5+4             | 4+0             |                    | 5                  | 4                  |             | -           | -           | 103    | 45     |
| gen.-giu. 2005               | Fenerbahçe                   | T1                           | 14         | 4          | TK              | 2               | 0               | UCL                | 2                  | 0                  | -           | -           | -           | 18     | 4      |
| 2005-2006                    | Fenerbahçe                   | SL                           | 25         | 10         | TK              | 6               | 2               | UCL                | 6                  | 0                  | -           | -           | -           | 37     | 12     |
| ago. 2006                    | Fenerbahçe                   | SL                           | 0          | 0          | TK              | 0               | 0               | UCL                | 2                  | 0                  | -           | -           | -           | 2      | 0      |
| Totale Fenerbahçe            | Totale Fenerbahçe            | Totale Fenerbahçe            | 39         | 14         |                 | 8               | 2               |                    | 10                 | 0                  |             | -           | -           | 57     | 16     |
| 2006-2007                    | Bolton                       | PL                           | 35         | 11         | FACup+CdL       | 3+1             | 0+1             | -                  | -                  | -                  | -           | -           | -           | 39     | 12     |
| 2007-gen. 2008               | Bolton                       | PL                           | 18         | 10         | FACup+CdL       | 0               | 0               | CU                 | 4                  | 1                  | -           | -           | -           | 22     | 11     |
| Totale Bolton                | Totale Bolton                | Totale Bolton                | 53         | 21         |                 | 3+1             | 0+1             |                    | 4                  | 1                  |             | -           | -           | 61     | 23     |
| gen.-giu. 2008               | Chelsea                      | PL                           | 14         | 1          | FACup+CdL       | 3+2             | 1+0             | UCL                | 5                  | 0                  | CS          | -           | -           | 24     | 2      |
| 2008-2009                    | Chelsea                      | PL                           | 37         | 19         | FACup+CdL       | 5+0             | 4+0             | UCL                | 12                 | 2                  | -           | -           | -           | 54     | 25     |
| 2009-2010                    | Chelsea                      | PL                           | 33         | 11         | FACup+CdL       | 4+0             | 1+0             | UCL                | 7                  | 3                  | CS          | 1           | 0           | 45     | 15     |
| 2010-2011                    | Chelsea                      | PL                           | 32         | 6          | FACup+CdL       | 3+1             | 1+2             | UCL                | 9                  | 7                  | CS          | 1           | 0           | 46     | 16     |
| 2011-gen. 2012               | Chelsea                      | PL                           | 9          | 1          | FACup+CdL       | 0+1             | 0               | UCL                | 4                  | 0                  | -           | -           | -           | 14     | 1      |
| Totale Chelsea               | Totale Chelsea               | Totale Chelsea               | 125        | 38         |                 | 15+4            | 7+2             |                    | 37                 | 12                 |             | 2           | 0           | 183    | 59     |
| 2012                         | Shanghai Shenhua             | CSL                          | 22         | 3          | CC              | 2               | 0               | -                  | -                  | -                  | -           | -           | -           | 24     | 3      |
| gen.-giu. 2013               | Juventus                     | A                            | 2          | 0          | CI              | -               | -               | UCL                | 1                  | 0                  | SI          | -           | -           | 3      | 0      |
| 2013-2014                    | West Bromwich                | PL                           | 12         | 2          | FACup+CdL       | 0               | 0               | -                  | -                  | -                  | -           | -           | -           | 12     | 2      |
| 2014                         | Atlético Mineiro             | M1/MG+A                      | 0          | 0          | CB              | 0               | 0               | CL                 | 0                  | 0                  | RS          | 0           | 0           | 0      | 0      |
| 2014                         | Mumbai City                  | ISL                          | 7          | 2          | -               | -               | -               | -                  | -                  | -                  | -           | -           | -           | 7      | 2      |
| 2015                         | Mumbai City                  | ISL                          | 6          | 0          | -               | -               | -               | -                  | -                  | -                  | -           | -           | -           | 6      | 0      |
| Totale Mumbai City           | Totale Mumbai City           | Totale Mumbai City           | 13         | 2          |                 | -               | -               |                    | -                  | -                  |             | -           | -           | 13     | 2      |
| Totale carriera              | Totale carriera              | Totale carriera              | 533        | 175        |                 | 63              | 20              |                    | 90                 | 28                 |             | 6           | 4           | 692    | 227    |

#### Cronologia presenze e reti in nazionale
| Cronologia completa delle presenze e delle reti in nazionale ― Francia | Cronologia completa delle presenze e delle reti in nazionale ― Francia | Cronologia completa delle presenze e delle reti in nazionale ― Francia | Cronologia completa delle presenze e delle reti in nazionale ― Francia | Cronologia completa delle presenze e delle reti in nazionale ― Francia | Cronologia completa delle presenze e delle reti in nazionale ― Francia | Cronologia completa delle presenze e delle reti in nazionale ― Francia | Cronologia completa delle presenze e delle reti in nazionale ― Francia |
| Data                                                                   | Città                                                                  | In casa                                                                | Risultato                                                              | Ospiti                                                                 | Competizione                                                           | Reti                                                                   | Note                                                                   |
| ---------------------------------------------------------------------- | ---------------------------------------------------------------------- | ---------------------------------------------------------------------- | ---------------------------------------------------------------------- | ---------------------------------------------------------------------- | ---------------------------------------------------------------------- | ---------------------------------------------------------------------- | ---------------------------------------------------------------------- |
| 22-4-1998                                                              | Solna                                                                  | Svezia                                                                 | 0 – 0                                                                  | Francia                                                                | Amichevole                                                             | -                                                                      | 67’                                                                    |
| 10-10-1998                                                             | Mosca                                                                  | Russia                                                                 | 2 – 3                                                                  | Francia                                                                | Qual. Euro 2000                                                        | 1                                                                      | 86’                                                                    |
| 14-10-1998                                                             | Saint-Denis                                                            | Francia                                                                | 2 – 0                                                                  | Andorra                                                                | Qual. Euro 2000                                                        | -                                                                      | 71’                                                                    |
| 20-1-1999                                                              | Marsiglia                                                              | Francia                                                                | 1 – 0                                                                  | Marocco                                                                | Amichevole                                                             | -                                                                      | 67’                                                                    |
| 10-2-1999                                                              | Londra                                                                 | Inghilterra                                                            | 0 – 2                                                                  | Francia                                                                | Amichevole                                                             | 2                                                                      | 84’                                                                    |
| 27-3-1999                                                              | Saint-Denis                                                            | Francia                                                                | 0 – 0                                                                  | Ucraina                                                                | Amichevole                                                             | -                                                                      |                                                                        |
| 31-3-1999                                                              | Saint-Denis                                                            | Francia                                                                | 2 – 0                                                                  | Armenia                                                                | Qual. Euro 2000                                                        | -                                                                      |                                                                        |
| 5-6-1999                                                               | Saint-Denis                                                            | Francia                                                                | 2 – 3                                                                  | Russia                                                                 | Qual. Euro 2000                                                        | -                                                                      |                                                                        |
| 9-6-1999                                                               | Barcellona                                                             | Andorra                                                                | 0 – 1                                                                  | Francia                                                                | Qual. Euro 2000                                                        | -                                                                      |                                                                        |
| 4-9-1999                                                               | Kiev                                                                   | Ucraina                                                                | 0 – 0                                                                  | Francia                                                                | Qual. Euro 2000                                                        | -                                                                      | 55’                                                                    |
| 4-6-2000                                                               | Casablanca                                                             | Giappone                                                               | 2 – 2 (2 – 4 dtr)                                                      | Francia                                                                | Trofeo di calcio Hassan II 2000 - Semifinale                           | -                                                                      | 76’                                                                    |
| 6-6-2000                                                               | Casablanca                                                             | Marocco                                                                | 1 – 5                                                                  | Francia                                                                | Trofeo di calcio Hassan II 2000 - Finale                               | 1                                                                      | 61’                                                                    |
| 11-6-2000                                                              | Bruges                                                                 | Francia                                                                | 3 – 0                                                                  | Danimarca                                                              | Euro 2000 - 1º turno                                                   | -                                                                      | 82’                                                                    |
| 16-6-2000                                                              | Bruges                                                                 | Rep. Ceca                                                              | 1 – 2                                                                  | Francia                                                                | Euro 2000 - 1º turno                                                   | -                                                                      | 55’                                                                    |
| 21-6-2000                                                              | Amsterdam                                                              | Paesi Bassi                                                            | 3 – 2                                                                  | Francia                                                                | Euro 2000 - 1º turno                                                   | -                                                                      | 80’                                                                    |
| 25-6-2000                                                              | Bruges                                                                 | Francia                                                                | 2 – 1                                                                  | Spagna                                                                 | Euro 2000 - Quarti di finale                                           | -                                                                      | 81’                                                                    |
| 28-6-2000                                                              | Bruxelles                                                              | Portogallo                                                             | 1 – 2 gg                                                               | Francia                                                                | Euro 2000 - Semifinale                                                 | -                                                                      | 72’                                                                    |
| 16-8-2000                                                              | Marsiglia                                                              | Francia                                                                | 5 – 1                                                                  | World Stars                                                            | Amichevole                                                             | 1                                                                      | 51’                                                                    |
| 2-9-2000                                                               | Saint-Denis                                                            | Francia                                                                | 1 – 1                                                                  | Inghilterra                                                            | Amichevole                                                             | -                                                                      | 46’                                                                    |
| 7-10-2000                                                              | Johannesburg                                                           | Sudafrica                                                              | 0 – 0                                                                  | Francia                                                                | Amichevole                                                             | -                                                                      | 66’                                                                    |
| 27-2-2001                                                              | Saint-Denis                                                            | Francia                                                                | 1 – 0                                                                  | Germania                                                               | Amichevole                                                             | -                                                                      | 59’                                                                    |
| 30-5-2001                                                              | Taegu                                                                  | Francia                                                                | 5 – 0                                                                  | Corea del Sud                                                          | Conf. Cup 2001 - 1º turno                                              | 1                                                                      |                                                                        |
| 1-6-2001                                                               | Taegu                                                                  | Australia                                                              | 1 – 0                                                                  | Francia                                                                | Conf. Cup 2001 - 1º turno                                              | -                                                                      | 71’                                                                    |
| 3-6-2001                                                               | Ulsan                                                                  | Francia                                                                | 4 – 0                                                                  | Messico                                                                | Conf. Cup 2001 - 1º turno                                              | -                                                                      |                                                                        |
| 7-6-2001                                                               | Suwon                                                                  | Francia                                                                | 2 – 1                                                                  | Brasile                                                                | Conf. Cup 2001 - Semifinale                                            | -                                                                      |                                                                        |
| 10-6-2001                                                              | Yokohama                                                               | Giappone                                                               | 0 – 1                                                                  | Francia                                                                | Conf. Cup 2001 - Finale                                                | -                                                                      |                                                                        |
| 11-11-2001                                                             | Melbourne                                                              | Australia                                                              | 1 – 1                                                                  | Francia                                                                | Amichevole                                                             | -                                                                      | 66’                                                                    |
| 17-4-2002                                                              | Saint-Denis                                                            | Francia                                                                | 0 – 0                                                                  | Russia                                                                 | Amichevole                                                             | -                                                                      | 82’                                                                    |
| 9-11-2005                                                              | Fort-de-France                                                         | Francia                                                                | 3 – 2                                                                  | Costa Rica                                                             | Amichevole                                                             | 1                                                                      | 71’                                                                    |
| 12-11-2005                                                             | Saint-Denis                                                            | Francia                                                                | 0 – 0                                                                  | Germania                                                               | Amichevole                                                             | -                                                                      | 46’                                                                    |
| 1-3-2006                                                               | Saint-Denis                                                            | Francia                                                                | 1 – 2                                                                  | Slovacchia                                                             | Amichevole                                                             | -                                                                      | 46’                                                                    |
| 11-10-2006                                                             | Montbéliard                                                            | Francia                                                                | 5 – 0                                                                  | Fær Øer                                                                | Qual. Euro 2008                                                        | 1                                                                      | 61’                                                                    |
| 15-11-2006                                                             | Saint-Denis                                                            | Francia                                                                | 1 – 0                                                                  | Grecia                                                                 | Amichevole                                                             | -                                                                      | 46’                                                                    |
| 7-2-2007                                                               | Saint-Denis                                                            | Francia                                                                | 0 – 1                                                                  | Argentina                                                              | Amichevole                                                             | -                                                                      | 72’ 89’                                                                |
| 24-3-2007                                                              | Kaunas                                                                 | Lituania                                                               | 0 – 1                                                                  | Francia                                                                | Qual. Euro 2008                                                        | 1                                                                      |                                                                        |
| 28-3-2007                                                              | Saint-Denis                                                            | Francia                                                                | 1 – 0                                                                  | Austria                                                                | Amichevole                                                             | -                                                                      |                                                                        |
| 2-6-2007                                                               | Saint-Denis                                                            | Francia                                                                | 2 – 0                                                                  | Ucraina                                                                | Qual. Euro 2008                                                        | 1                                                                      | 76’                                                                    |
| 6-6-2007                                                               | Auxerre                                                                | Francia                                                                | 1 – 0                                                                  | Georgia                                                                | Qual. Euro 2008                                                        | -                                                                      | 90+3’                                                                  |
| 22-8-2007                                                              | Trnava                                                                 | Slovacchia                                                             | 0 – 1                                                                  | Francia                                                                | Amichevole                                                             | -                                                                      |                                                                        |
| 8-9-2007                                                               | Milano                                                                 | Italia                                                                 | 0 – 0                                                                  | Francia                                                                | Qual. Euro 2008                                                        | -                                                                      |                                                                        |
| 12-9-2007                                                              | Parigi                                                                 | Francia                                                                | 0 – 1                                                                  | Scozia                                                                 | Qual. Euro 2008                                                        | -                                                                      |                                                                        |
| 13-10-2007                                                             | Tórshavn                                                               | Fær Øer                                                                | 0 – 6                                                                  | Francia                                                                | Qual. Euro 2008                                                        | 1                                                                      | 46’                                                                    |
| 16-11-2007                                                             | Saint-Denis                                                            | Francia                                                                | 2 – 2                                                                  | Marocco                                                                | Amichevole                                                             | -                                                                      | 63’                                                                    |
| 6-2-2008                                                               | Malaga                                                                 | Spagna                                                                 | 1 – 0                                                                  | Francia                                                                | Amichevole                                                             | -                                                                      | 60’                                                                    |
| 26-3-2008                                                              | Saint-Denis                                                            | Francia                                                                | 1 – 0                                                                  | Inghilterra                                                            | Amichevole                                                             | -                                                                      | 79’                                                                    |
| 27-5-2008                                                              | Grenoble                                                               | Francia                                                                | 2 – 0                                                                  | Ecuador                                                                | Amichevole                                                             | -                                                                      |                                                                        |
| 31-5-2008                                                              | Tolosa                                                                 | Francia                                                                | 0 – 0                                                                  | Paraguay                                                               | Amichevole                                                             | -                                                                      | 63’                                                                    |
| 3-6-2008                                                               | Saint-Denis                                                            | Francia                                                                | 0 – 0                                                                  | Colombia                                                               | Amichevole                                                             | -                                                                      | 76’                                                                    |
| 9-6-2008                                                               | Zurigo                                                                 | Romania                                                                | 0 – 0                                                                  | Francia                                                                | Euro 2008 - 1º turno                                                   | -                                                                      | 72’                                                                    |
| 13-6-2008                                                              | Berna                                                                  | Paesi Bassi                                                            | 4 – 1                                                                  | Francia                                                                | Euro 2008 - 1º turno                                                   | -                                                                      | 75’                                                                    |
| 17-6-2008                                                              | Zurigo                                                                 | Francia                                                                | 0 – 2                                                                  | Italia                                                                 | Euro 2008 - 1º turno                                                   | -                                                                      | 66’                                                                    |
| 6-9-2008                                                               | Vienna                                                                 | Austria                                                                | 3 – 1                                                                  | Francia                                                                | Qual. Mondiali 2010                                                    | -                                                                      | 80’                                                                    |
| 10-9-2008                                                              | Saint-Denis                                                            | Francia                                                                | 2 – 1                                                                  | Serbia                                                                 | Qual. Mondiali 2010                                                    | 1                                                                      | 46’                                                                    |
| 19-11-2008                                                             | Saint-Denis                                                            | Francia                                                                | 0 – 0                                                                  | Uruguay                                                                | Amichevole                                                             | -                                                                      | 46’                                                                    |
| 11-2-2009                                                              | Marsiglia                                                              | Francia                                                                | 0 – 2                                                                  | Argentina                                                              | Amichevole                                                             | -                                                                      | 65’                                                                    |
| 2-6-2009                                                               | Saint-Étienne                                                          | Francia                                                                | 0 – 1                                                                  | Nigeria                                                                | Amichevole                                                             | -                                                                      | 46’                                                                    |
| 5-6-2009                                                               | Lione                                                                  | Francia                                                                | 1 – 0                                                                  | Turchia                                                                | Amichevole                                                             | -                                                                      | 59’                                                                    |
| 12-8-2009                                                              | Tórshavn                                                               | Fær Øer                                                                | 0 – 1                                                                  | Francia                                                                | Qual. Mondiali 2010                                                    | -                                                                      |                                                                        |
| 5-9-2009                                                               | Saint-Denis                                                            | Francia                                                                | 1 – 1                                                                  | Romania                                                                | Qual. Mondiali 2010                                                    | -                                                                      |                                                                        |
| 9-9-2009                                                               | Belgrado                                                               | Serbia                                                                 | 1 – 1                                                                  | Francia                                                                | Qual. Mondiali 2010                                                    | -                                                                      |                                                                        |
| 10-10-2009                                                             | Guingamp                                                               | Francia                                                                | 5 – 0                                                                  | Fær Øer                                                                | Qual. Mondiali 2010                                                    | 1                                                                      |                                                                        |
| 14-11-2009                                                             | Dublino                                                                | Irlanda                                                                | 0 – 1                                                                  | Francia                                                                | Qual. Mondiali 2010                                                    | 1                                                                      |                                                                        |
| 18-11-2009                                                             | Saint-Denis                                                            | Francia                                                                | 1 – 1 dts                                                              | Irlanda                                                                | Qual. Mondiali 2010                                                    | -                                                                      |                                                                        |
| 3-3-2010                                                               | Saint-Denis                                                            | Francia                                                                | 0 – 2                                                                  | Spagna                                                                 | Amichevole                                                             | -                                                                      | 77’                                                                    |
| 26-5-2010                                                              | Lens                                                                   | Francia                                                                | 2 – 1                                                                  | Costa Rica                                                             | Amichevole                                                             | -                                                                      | 46’                                                                    |
| 30-5-2010                                                              | Radès                                                                  | Tunisia                                                                | 1 – 1                                                                  | Francia                                                                | Amichevole                                                             | -                                                                      | 63’                                                                    |
| 4-6-2010                                                               | Saint-Pierre                                                           | Francia                                                                | 0 – 1                                                                  | Cina                                                                   | Amichevole                                                             | -                                                                      | 62’                                                                    |
| 11-6-2010                                                              | Città del Capo                                                         | Uruguay                                                                | 0 – 0                                                                  | Francia                                                                | Mondiali 2010 - 1º turno                                               | -                                                                      | 72’                                                                    |
| 17-6-2010                                                              | Polokwane                                                              | Francia                                                                | 0 – 2                                                                  | Messico                                                                | Mondiali 2010 - 1º turno                                               | -                                                                      | 46’                                                                    |
| Totale                                                                 |                                                                        | Presenze                                                               | 69                                                                     |                                                                        | Reti                                                                   | 14                                                                     |                                                                        |

### Carriera da allenatore
| Stagione        | Squadra          | Campionato      | Piazzamento     | Andamento | Andamento | Andamento | Andamento | Andamento  |
| Stagione        | Squadra          | Campionato      | Piazzamento     | Giocate   | Vittorie  | Pareggi   | Sconfitte | % vittorie |
| --------------- | ---------------- | --------------- | --------------- | --------- | --------- | --------- | --------- | ---------- |
| 2012            | Shanghai Shenhua | CSL             | sostituito      | 4         | 1         | 2         | 1         | 25,00      |
| 2015            | Mumbai City      | ISL             | -               | 14        | 4         | 4         | 6         | 28,57      |
| Totale carriera | Totale carriera  | Totale carriera | Totale carriera | 18        | 5         | 6         | 7         | 27,78      |

## Palmarès

### Club

#### Competizioni nazionali
- Campionato inglese: 2

Arsenal: 1997-1998
Chelsea: 2009-2010
- Coppa d'Inghilterra: 3

Arsenal: 1997-1998
Chelsea: 2008-2009, 2009-2010
- Charity/Community Shield: 2

Arsenal: 1998
Chelsea: 2009
- Campionato turco: 1

Fenerbahçe: 2004-2005
- Campionato italiano: 1

Juventus: 2012-2013

#### Competizioni internazionali
- UEFA Champions League: 1

Real Madrid: 1999-2000
- Coppa Intertoto UEFA: 1

Paris Saint-Germain: 2001

### Nazionale
- Campionato d'Europa: 1

Belgio-Paesi Bassi 2000
- Confederations Cup: 1

Corea del Sud-Giappone 2001

### Individuale
- Giovane dell'anno della PFA: 1

1999
- Squadra dell'anno della PFA: 2

1999, 2009
- Capocannoniere della Campionato mondiale per club: 1

2000 (3 gol)
- Giocatore del mese della Premier League: 2

febbraio 1998, novembre 2008
- Capocannoniere della Premier League: 1

2008-2009 (19 gol)